# Сітчасті кілочки

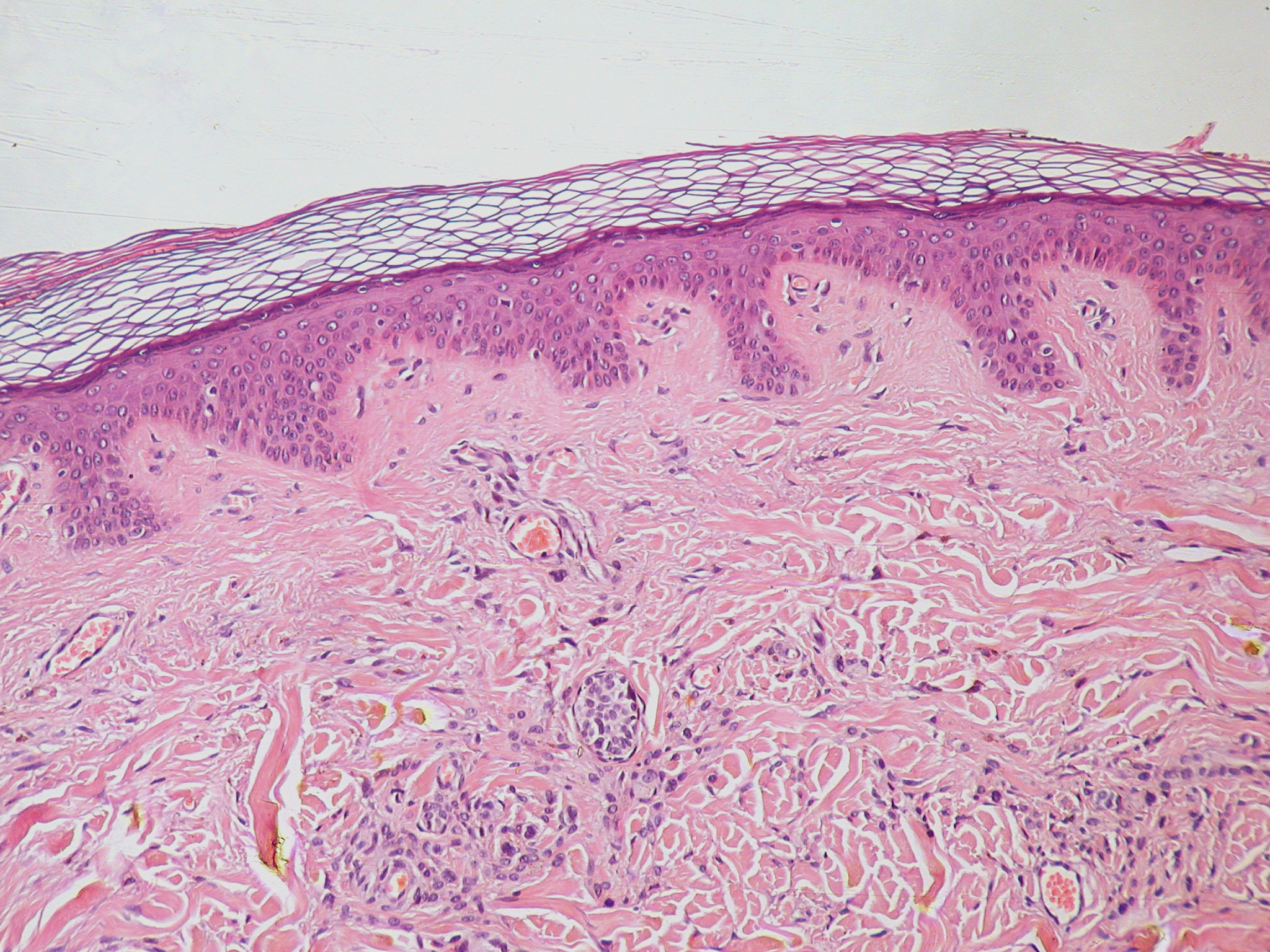
Епітелій шкіри (фіолетовий) із власною пластинкою (сполучна тканина, що лежить під ним) (рожевий) -- на епітелії є сітки. Сітчасті кілочки захищають тканину від зсуву.

Сітчасті кілочки (також відомі як сітчасті відростки або сітчасті виступи (валики)) — це розширення епітелію, які виступають у підлеглу сполучну тканину як шкіри, так і слизових оболонок.
В епітелії порожнини рота прикріплена ясна має сітчасті кілочки, тоді як сулькулярний  і сполучний епітелій не мають. У рубцевій тканині відсутні сітчасті валики, і в результаті, рубці легше зрізаються, ніж звичайна тканина.
Також відомі як сосочки, вони являють собою потовщення епідермісу між дермальними сосочками.